# Heinkel HD 35
Heinkel HD 35 var ett skolflygplan, som utvecklades under 1920-talet i Tyskland.

## Användning i Sverige
Mellan åren 1926 och 1929 ingick Heinkel HD 35 som ett skolflygplan i Flygvapnet och benämndes Sk 5.
Ett tresitsigt flygplan Heinkel HD 35 inköptes 1926 av Flygkompaniet för utprovning och utvärdering som ett eventuellt skolflygplan. Flygplanet var en vidareutveckling av Heinkel HD 29. Flygplanet licenstillverkades av Svenska Aero.   
Flygplanet köptes in som en tänkt ersättare för Albatros B.II som fungerade som Flygkompaniets grundskolflygplan. Efter att man utrett skolans behov köptes en Gloster Grouse, Avro 504N och en Heinkel HD 35 för jämförande prov. Resultatet av proven blev att inget av flygplanen valdes. Heinkel HD 35 ansågs vara det bästa alternativet om flygplanet kunde modifieras efter Flygkompaniets önskemål. Efter att proven var avslutade vid F 3 Malmslätt överfördes flygplanet till F 5 Ljungbyhed, där det till stor del kom att användas som S.A. Florys personliga flygplan. När Flygvapnet bildades 1 juli 1926 överfördes flygplanet från Flygkompaniet. Flygvapenbenämningen blev Sk 5. När det slutligen kasserades efter 199 timmar i luften 1929, såldes flygplanet till löjtnant Anders Wentzer. 1931 registrerades det på C.E.Sparre som SE-SAM, för att slutligen avföras från registret 1940. Flygplanet var under många år förvarat i en lada utanför Jönköping, när slutligen Svedino hittade flygplanet och tog det till sitt museum. Senare gjorde Svedino och Flygvapenmuseum ett byte, och det ingår numera i Flygvapenmuseums samling.